# Cantón de Meaux-Norte
El cantón de Meaux-Norte era una división administrativa francesa, que estaba situada en el departamento de Sena y Marne y la región de Isla de Francia.

## Composición
El cantón estaba formado por ocho comunas, más una fracción de la comuna que le daba su nombre:
- Barcy
- Chambry
- Chauconin-Neufmontiers
- Crégy-lès-Meaux
- Germigny-l'Évêque
- Meaux (fracción)
- Penchard
- Poincy
- Varreddes

## Supresión del cantón de Meaux-Norte
En aplicación del Decreto nº 2014-186 de 18 de febrero de 2014, el cantón de Meaux-Norte fue suprimido el 22 de marzo de 2015 y sus 10 comunas pasaron a formar parte; seis del nuevo cantón de Claye-Souilly, dos del nuevo cantón de La-Ferté-sous-Jouarre y la fracción de la comuna que le daba su nombre se unió a la otra fracción para formar el nuevo cantón de Meaux.